# Хасбулат (князь Турлоевский)
Хасбулат (ум. в 1732 году) — по мнению Т. М. Айтберова, князь из рода Турловых, владетель Чечен-аула и близлежащих деревень. Но возможно, что он был кабардинским князем или кумыкским из Аксая.

## Правление
Князь Хасбулат начал в 1728 году править территорией, где находилось под его властью девять, как минимум, крупных «деревень» (Чеченаул, Алды, Жатага, Гаджиаул (Хаджиали аул), Чахкири (Шихкирей), Сурь, Хамбат аул, Башин-Баха-аул и Астанкул) и где, между прочим, влияние кумыкского языка было особенно сильным — русские даже полагали, что единственным языком Чечни был в начале XVIII века — «татарский». В 1732 году он, Хасбулат, враждуя с Айдемиром, подвел к Чеченаулу подразделение полковника Коха, но был тогда — согласно достоверным, как представляется, источникам, — убит. Сделал же это, хотя и не собственноручно, названный Айдемир, разбивший подразделение имперских войск на подвластной Турловым территории Чечни.

Князя Хасбулата убили сами чечены. — Иоганн Антон Гюльденштедт - Путешествие по России и Кавказским горам

## Семья
Женой Хасбулата была Ханза — дочь Бартихана. Имел трёх сыновей: Алисултана, Мухаммада (в русских материалах он зафиксирован как «Баммад» Чеченский — сын «Казбулата») и Алибека.